# Artificial
Pour plus de détails, voir Fiche technique et Distribution.
Artificial est un film américano-britannique réalisé par Luca Guadagnino et dont la date sortie n'a pas encore été annoncée.

## Synopsis
Voici l'histoire vraie de Sam Altman, créateur de l'OpenAI sur la période durant laquelle ce dernier a fait l’objet de controverses au sein de sa propre société qui, en novembre 2023, l’a licencié avant de le réintégrer cinq jours plus tard.

## Fiche technique
Sauf indication contraire, les informations mentionnées dans cette section peuvent être confirmées par la base de données cinématographiques IMDb,  présente dans la section « Liens externes ».
- Titre : Artificial
- Réalisation : Luca Guadagnino
- Scénario : Simon Rich
- Musique : N/A
- Direction artistique : Roberta Federico et Michael E. Goldman
- Décors : Stefano Baisi
- Costumes : N/A
- Montage : N/A
- Photographie : Malik Hassan Sayeed
- Production : Jeffrey Clifford, Jennifer Fox, Luca Guadagnino, David Heyman et Simon Rich
- Société de production : Amazon MGM Studios et Heyday Films
- Pays de production :  États-Unis  Royaume-Uni
- Langue originale : anglais
- Genre : Drame, Film biographique
- Date de sortie : Date sujette à modification

## Distribution
- Andrew Garfield : Sam Altman
- Monica Barbaro : Mira Murati
- Ike Barinholtz : Elon Musk
- Yura Borisov : Ilya Sutskever
- Jason Schwartzman
- Cooper Hoffman : Greg Brockman (en)
- Cooper Koch
- Billie Lourd
- Zosia Mamet
- Chris O'Dowd
- Nicholas Hamilton
- Thaddea Graham
- Angus Imrie
- Will Angus
- Will Price

## Production

### Genèse et développement
En juin 2025, il est annoncé que Luca Guadagnino dirigera le film biographique sur Sam Altman intitulé Artificial.

### Choix des acteurs
Dès l'annonce du projet, Andrew Garfield est engagé dans le rôle principal et est rejoint par Monica Barbaro et Yura Borisov.
En juillet 2025, c'est au tour d'Ike Barinholtz de rejoindre le casting pour incarner Elon Musk. Il est rejoint peu après par Cooper Hoffman, Cooper Koch et Jason Schwartzman.
En août 2025, alors que le tournage vient de débuter, les noms de Billie Lourd, Zosia Mamet ou encore Chris O'Dowd complètent le casting.

### Tournage
Le tournage du film débute le 30 juillet à San Francisco.